# Czermin (gmina, Basses-Carpates)
Czermin est une gmina rurale du powiat de Mielec, Basses-Carpates, dans le sud-est de la Pologne. Son siège est le village de Czermin, qui se situe environ 10 km au nord-ouest de Mielec et 59 km au nord-ouest de la capitale régionale Rzeszów.
La gmina couvre une superficie de 80,32 km2 pour une population de 6 721 habitants.

## Géographie
La gmina inclut les villages de Breń Osuchowski, Dąbrówka Osuchowska, Łysaków, Otałęż, Szafranów, Trzciana, Wola Otałęska et Ziempniów.